# Бель (Рейн-Гунсрюк)
Бель (нім. Bell) — громада в Німеччині, розташована в землі Рейнланд-Пфальц. Входить до складу району Рейн-Гунсрюк. Складова частина об'єднання громад Кастеллаун.
Площа — 23,53 км2. Населення становить 1426 ос. (станом на 31 грудня 2020).